# Salvatore Tonci

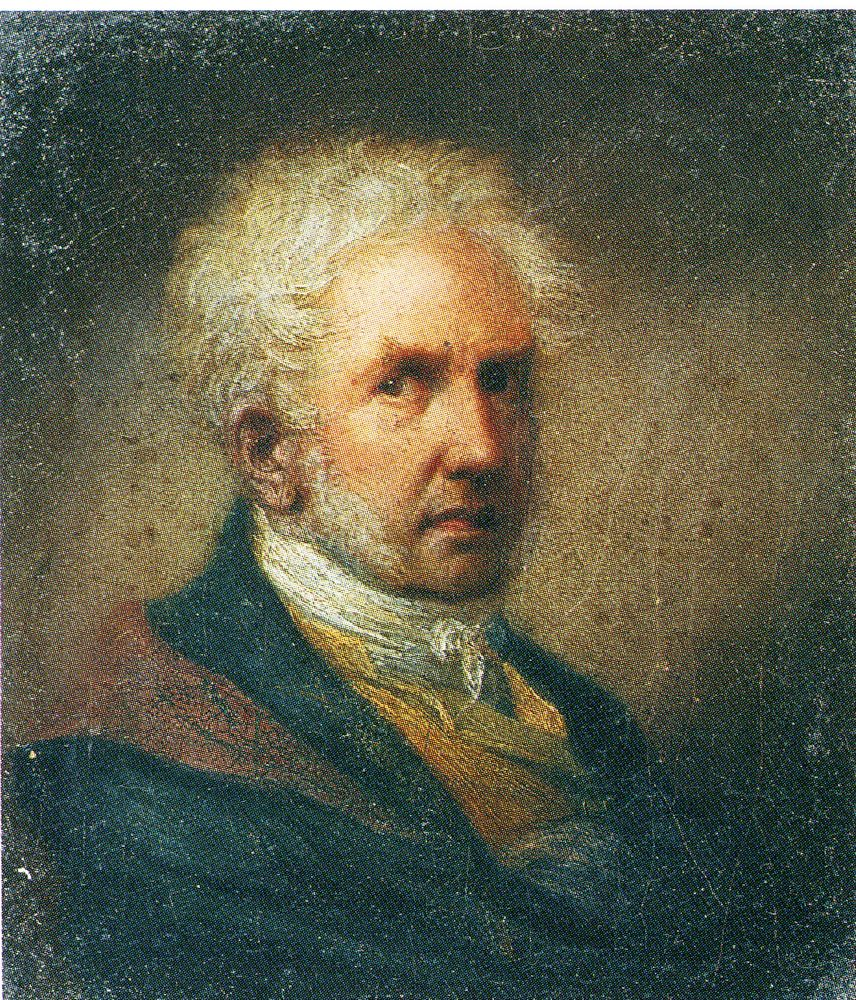
Salvatore Tonci: Selbstporträt

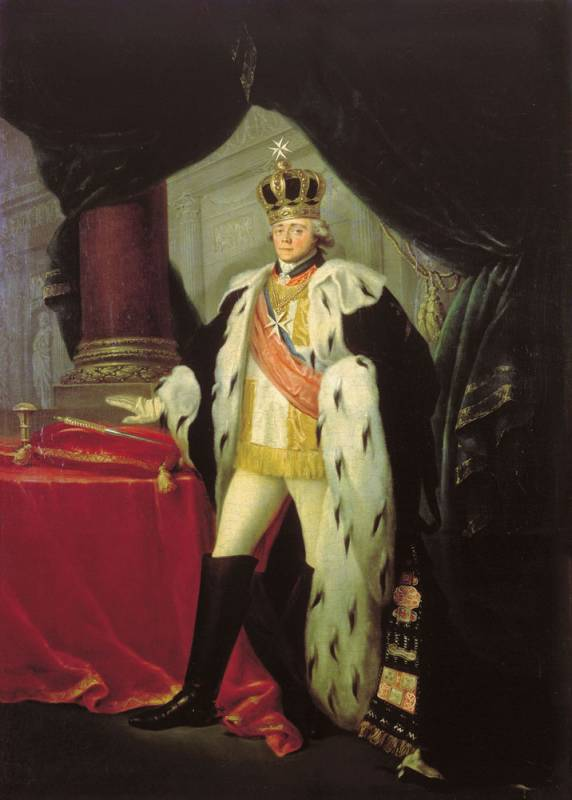
Salvatore Tonci: Porträt des Zaren Paul I.

Salvatore Tonci (russisch Сальваторе Тончи, * Januar 1756 in Rom; † Dezember 1844 in Moskau) war ein italienischer Maler, Musiker, Sänger und Dichter, der den größten Teil seiner Karriere in Russland verbrachte.
In seiner Jugend war er Mitglied der Königlichen Garde des Königreichs Neapel. Er studierte Gesang und Malerei. Im Jahre 1793 verbrachte er einige Zeit an der Accademia di Belle Arti di Bologna.
Bald darauf verließ er Italien und wurde am Hofe des polnischen Königs und Kunstmäzenen Stanislaus II. August Poniatowski in Warschau als Sänger angestellt. Nach der dritten Teilung Polens und er Abdankung des Königs am 25. November 1795 kam er in seinem Gefolge nach St. Petersburg. Nach dem Tode des Königs am 12. Februar 1798 war Tonci an sich selbst angewiesen.
1800 kam er nach Moskau und wurde als Porträtmaler bekannt. Zu seinen Schülern gehörte u. a. Iwan Konstantinowitsch Aiwasowski. 1806 heiratete er die Fürstin Natalia Iwanowna Gagarina (1778–1832), was von der fürstlichen Familie Gagarin als Mesalliance angenommen wurde. Es kamen zwei Töchter zur Welt: Sofia, die im Alter von neun starb, und Maria, die in einem Kloster bis zu ihrem Tod im Jahre 1898 lebte.
Bald wurde er Freund des Grafen Fjodor Rostoptschin. Nach dem Brand Moskaus 1812 floh Tonci nach Wladimir, wurde jedoch als Spion verhaftet. Nach einem misslungenen Selbstmordversuch blieb er zwei Jahre lang in Wladimir, wo er ein großes Gemälde für die dortige Mariä-Entschlafens-Kathedrale schuf.
Zurück in Moskau 1815 fand er eine Anstellung bei der Verwaltung der kaiserlichen Paläste. 25 Jahre lang betreute er die Zeichnenklassen in der Architekturschule.
1842 trat er im Rang eines Kollegialrates in den Ruhestand und starb zwei Jahre später.